# Mistrzostwa Europy w Pływaniu 1926
I Mistrzostwa Europy w Pływaniu odbyły się w dniach 18–22 sierpnia 1926 roku w Budapeszcie. Rozegrano zawody w sześciu konkurencjach pływackich, dwóch konkurencjach skoków do wody i turniej piłki wodnej. W zawodach uczestniczyli wyłącznie mężczyźni. Klasyfikację medalową wygrała reprezentacja Republiki Weimarskiej.

## Tabela medalowa
| Miejsce | Państwo          | Złoto | Srebro | Brąz | Razem |
| ------- | ---------------- | ----- | ------ | ---- | ----- |
| 1.      | Rzesza Niemiecka | 5     | 3      | 4    | 12    |
| 2.      | Szwecja          | 2     | 3      | 3    | 8     |
| 3.      | Węgry            | 2     | 2      | 0    | 4     |
| 4.      | Belgia           | 0     | 1      | 0    | 1     |
| 5.      | Czechosłowacja   | 0     | 0      | 1    | 1     |
| 5.      | Wielka Brytania  | 0     | 0      | 1    | 1     |
| Razem   | Razem            | 9     | 9      | 9    | 27    |

## Wyniki

### Pływanie
| Konkurencja:                          | Złoto:                                                                                    | Czas    | Srebro:                                                             | Czas    | Brąz:                                                       | Czas    |
| 100 m stylem dowolnym (szczegóły)     | István Bárány                                                                             | 1:01,0  | Arne Borg                                                           | 1:01,1  | Georg Werner                                                | 1:03,6  |
| 400 m stylem dowolnym (szczegóły)     | Arne Borg                                                                                 | 5:14,2  | Herbert Heinrich                                                    | 5:21,4  | Friedel Berges                                              | 5:25,6  |
| 1500 m stylem dowolnym (szczegóły)    | Arne Borg                                                                                 | 21:29,2 | Friedel Berges                                                      | 22:08,2 | Joachim Rademacher                                          | 22:19,0 |
| 100 m stylem grzbietowym (szczegóły)  | Gustav Fröhlich                                                                           | 1:16,0  | Károly Bartha                                                       | 1:16,0  | Eskil Lundahl                                               | 1:16,2  |
| 200 m stylem klasycznym (szczegóły)   | Erich Rademacher                                                                          | 2:52,6  | Louis Van Parijs                                                    | 2:54,8  | Wilhelm Prasse                                              | 3:00,1  |
| 4 × 200 m stylem dowolnym (szczegóły) | Rzesza Niemiecka August Heitmann · Joachim Rademacher · Friedel Berges · Herbert Heinrich | 9:57,2  | Węgry Zoltán Bitskey · András Wanié · Géza Szigritz · István Bárány | 10:03,4 | Szwecja Arne Borg · Åke Borg · Eskil Lundahl · Georg Werner | 10:06,4 |

### Skoki do wody
| Konkurencja:                       | Złoto:      | Wynik  | Srebro:       | Wynik  | Brąz:         | Wynik  |
| Skoki z trampoliny 3 m (szczegóły) | Arthur Mund | 186,42 | Josef Lechnir | 173,52 | Julius Balasz | 164,72 |
| Skoki z wieży 10 m (szczegóły)     | Hans Luber  | 112,84 | Helge Öberg   | 107,60 | Albert Knight | 101,60 |

### Piłka wodna
| Konkurencja:                 | Złoto: | Srebro: | Brąz:            |
| Turniej mężczyzn (szczegóły) | Węgry  | Szwecja | Rzesza Niemiecka |